# San Cristóbal de la Vega
San Cristóbal de la Vega er en by og kommune i det centrale Spanien i provinsen Segovia. Den har et indbyggertal på 83 (2024) indbyggere.